# Yair Parkhov
Yair Parkhov est un joueur d'échecs israélien né en 2002. Il obtient le titre de Grand maître international en 2024.
En 2025, il remporte le Championnat d'Israël d'échecs.